# Iridopteryx iridipennis
Iridopteryx iridipennis är en bönsyrseart som beskrevs av Henri Saussure 1869. Iridopteryx iridipennis ingår i släktet Iridopteryx och familjen Iridopterygidae. Inga underarter finns listade i Catalogue of Life.